# Albert Gottheiner
Albert Gottheiner (* 24. September 1878 in Berlin; † 13. Januar 1947 in Stockholm) war ein deutscher Architekt und Ingenieur.

## Leben
Albert Gottheiner war ein Sohn des Modelleurs und Bildhauers Adolph Gottheiner und dessen Ehefrau Fanny, geb. Nathan. Er machte sich 1909 in Berlin selbstständig und arbeitete in den ersten Jahren vor allem an Projekten im Wasserversorgungs- und Kanalisationsbau. Später verlagerte sich sein beruflicher Schwerpunkt zum Krankenhausbau.

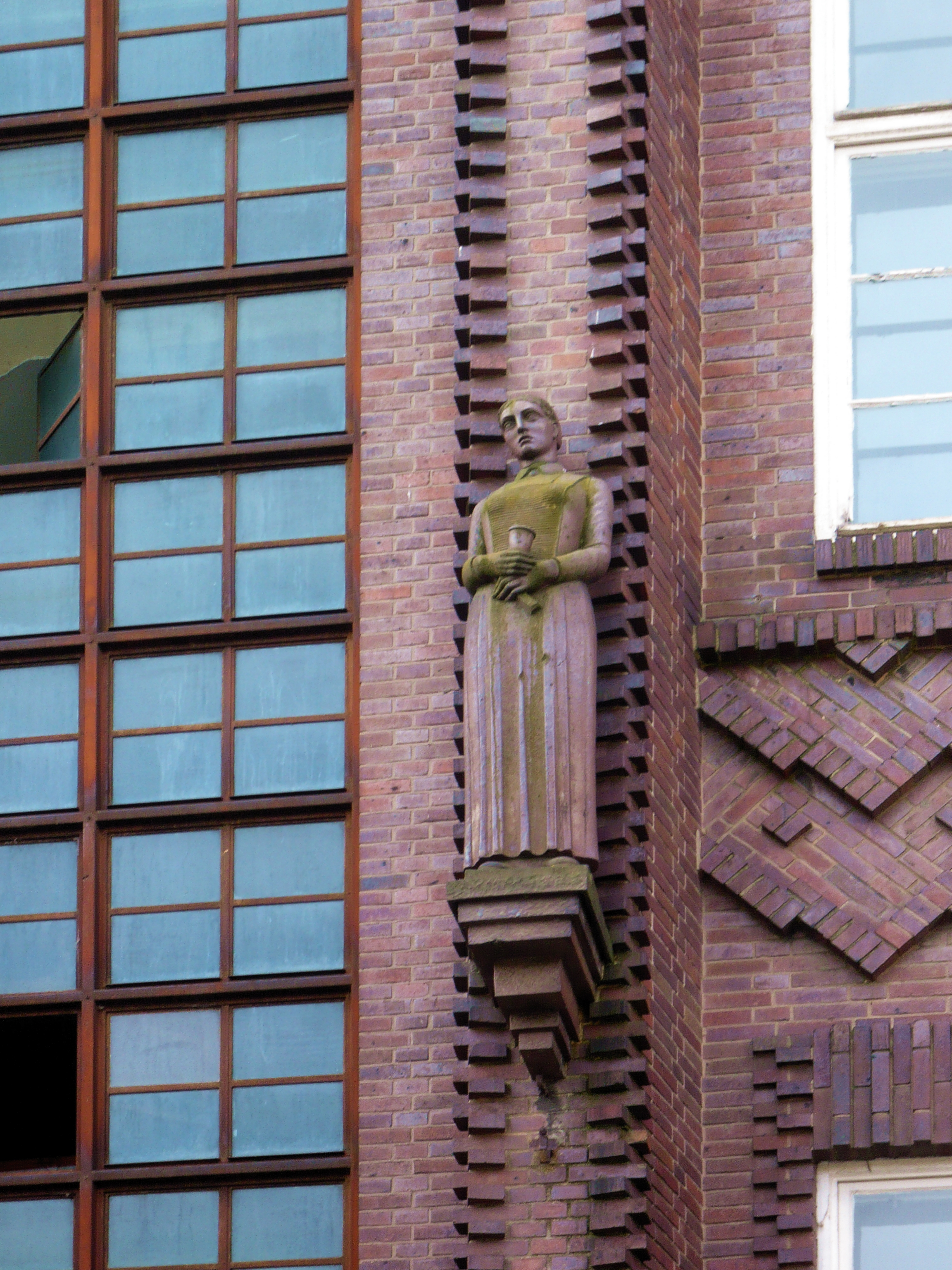
Fassadendetail des AOK-Gebäudes in Berlin-Mitte

Albert Gottheiner war ein Neffe des Maurermeisters und Bauunternehmers Julius Gottheiner und folglich ein Vetter von dessen Sohn Alfred Gottheiner (1874–1940), mit dem er in der baugeschichtlichen Literatur wohl mehrfach verwechselt wurde. Er war zweimal verheiratet. Die erste Ehe mit Emma Bähr wurde 1911 geschieden. 1916 heiratete er Frieda Gertrud Helene Wagner. Da er nach nationalsozialistischer Anschauung als Jude galt, emigrierte er 1933 mit seiner Frau und der gemeinsamen Tochter Eva über Dänemark nach Schweden. 1939 wurde ihm die deutsche Staatsangehörigkeit aberkannt.

## Bauten
- 1912: Wasserturm in Röbel an der Müritz
- 1912–1914: Wasserturm und Wasserwerk in Hohen Neuendorf bei Berlin
- projektiert 1926: Wohnhaus für Wilhelm Regendanz in Berlin-Dahlem, Bachstelzenweg
- 1929: Umbau eines Geschäftshauses für den Zentralverband der Angestellten in der Oranienstraße 40/41 in Berlin-Kreuzberg
- 1931–1933: Zentralverwaltung der Allgemeinen Ortskrankenkasse Berlin in Berlin, Rungestraße / Wassergasse am Köllnischen Park[4]
- 1932: Erweiterungsbau der Frauenklinik und Entbindungsanstalt Cecilienhaus in Berlin-Charlottenburg[5] (im II. Weltkrieg zerstört)